# Dieter Rams
Dieter Rams (Wiesbaden, 20 maggio 1932) è un designer tedesco.

## Biografia
Rams studiò architettura presso il Werkkunstschule Wiesbaden e al tempo stesso imparava l'arte della carpenteria dal padre, tra il 1943 e il 1957. Dopo aver lavorato per l'architetto Otto Apel, dal 1953 al 1955, entrò a far parte di un'azienda che produceva articoli elettronici, la Braun, della quale diventò direttore del dipartimento di design nel 1961, posizione che mantenne fino al 1995.
Rams spiegò così il suo approccio al design: "Weniger, aber besser" (traducibile liberamente come "Meno, ma meglio").
Assieme allo staff della Braun realizzò numerosi prodotti memorabili, tra cui il celebre giradischi SK-4 e il proiettore 'D'-series. È anche noto per aver progettato la 606 Universal Shelving System prodotta da Vitsœ nel 1960.
Molti dei suoi prodotti - macchine per il caffè, calcolatrici, radio, attrezzature audiovisive, prodotti da ufficio - sono oggi esposti in molti musei di tutto il mondo, tra cui il MoMA di New York.
Dieter Rams continua ad essere una figura di riferimento nel mondo del design; di recente ha disegnato una copertina per Wallpaper.
È evidente l'influenza del design di Rams nei lavori di Jonathan Ive, designer per Apple, in prodotti come l'iMac, l'iPod (il quale è esplicitamente ispirato alla Radio T3), e l'iPhone. Ad esempio l'applicazione calcolatrice di iOS 6 è basata sullo stile della Braun ET66 disegnata da Rams.
È autore delle 10 regole per un buon design.

## Galleria dei lavori

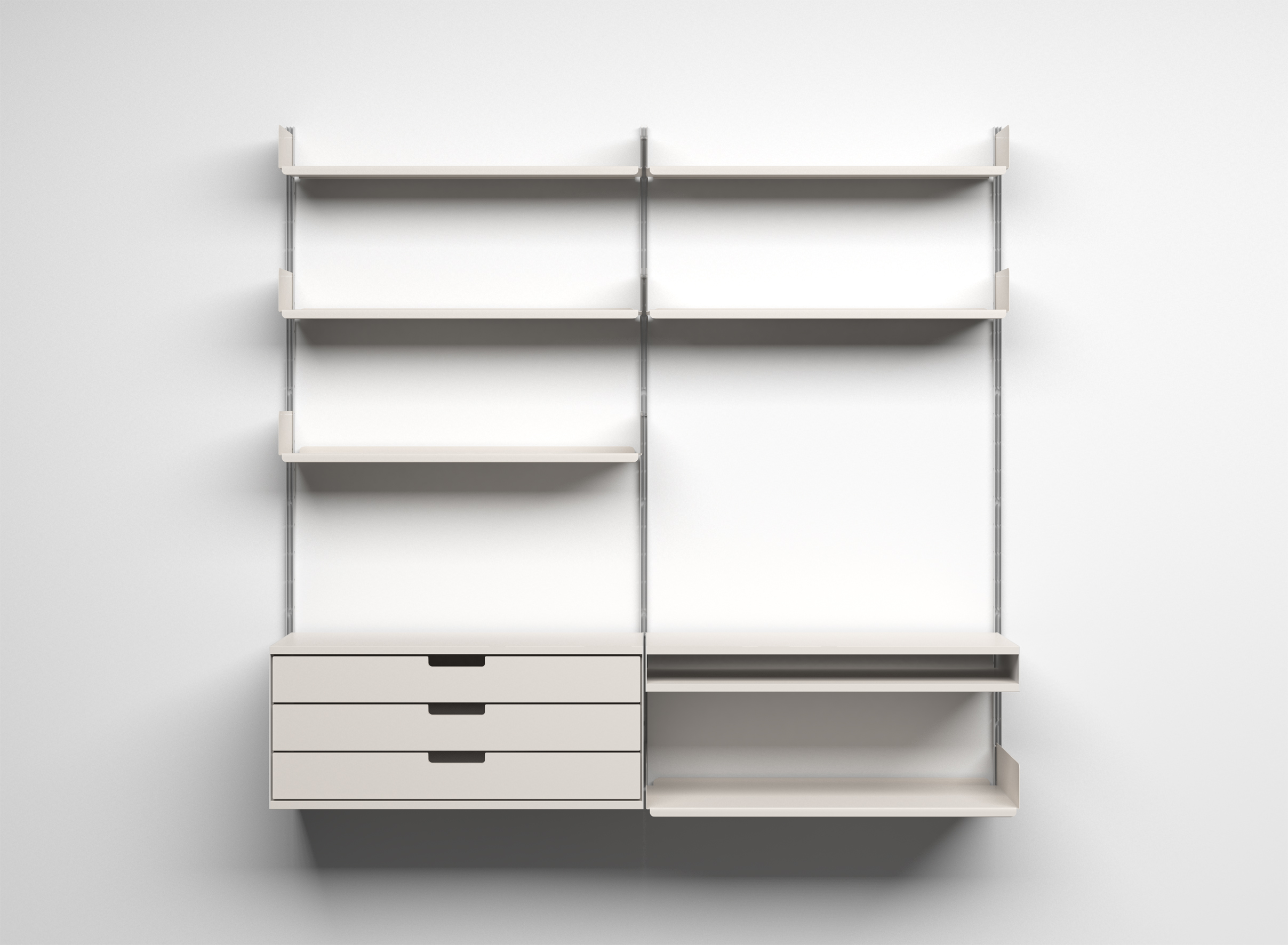
606 Sistema di Scaffalatura Universale, 1960
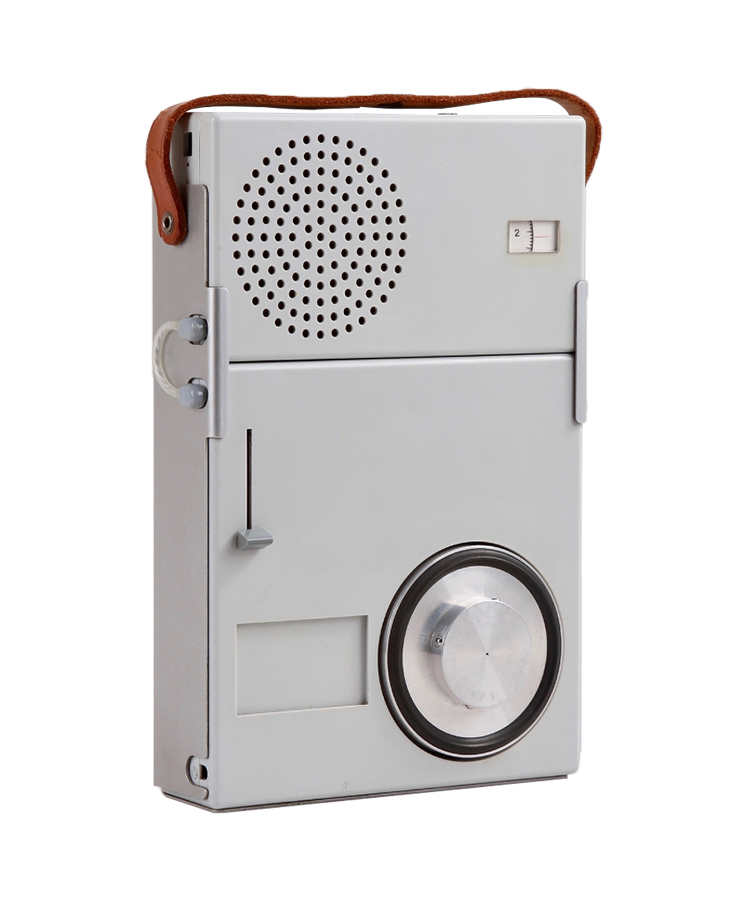
TP1 Radio e giradischi, 1959
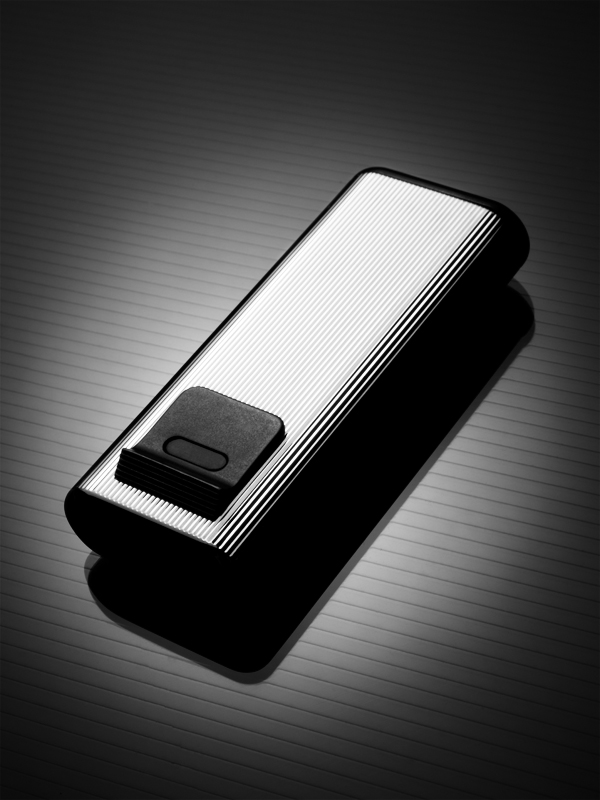
Braun Dieter Rams Accendino
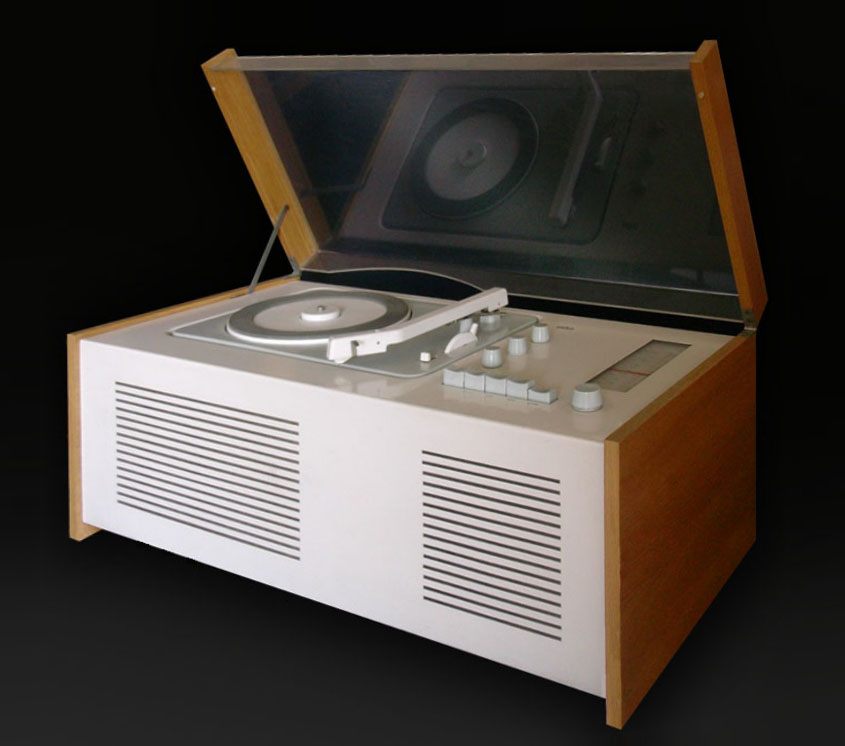
SK 61
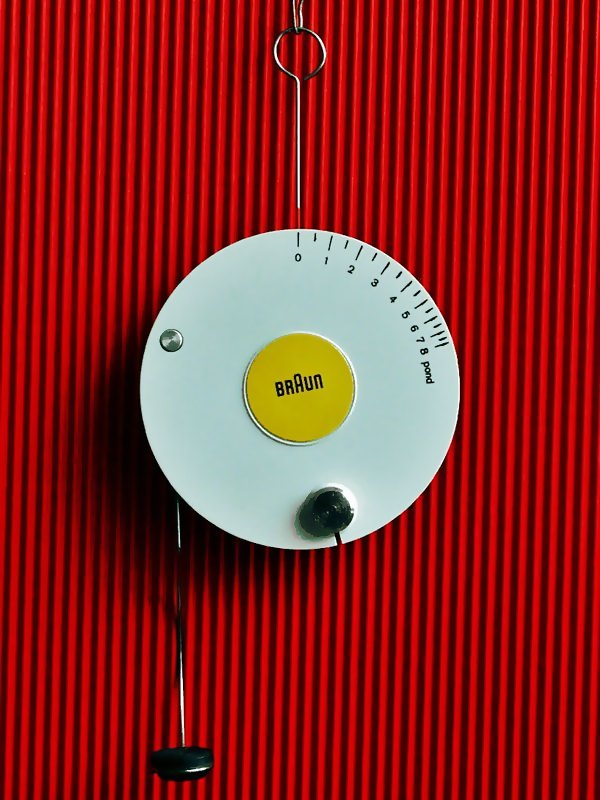
Tonarmwaage, 1962
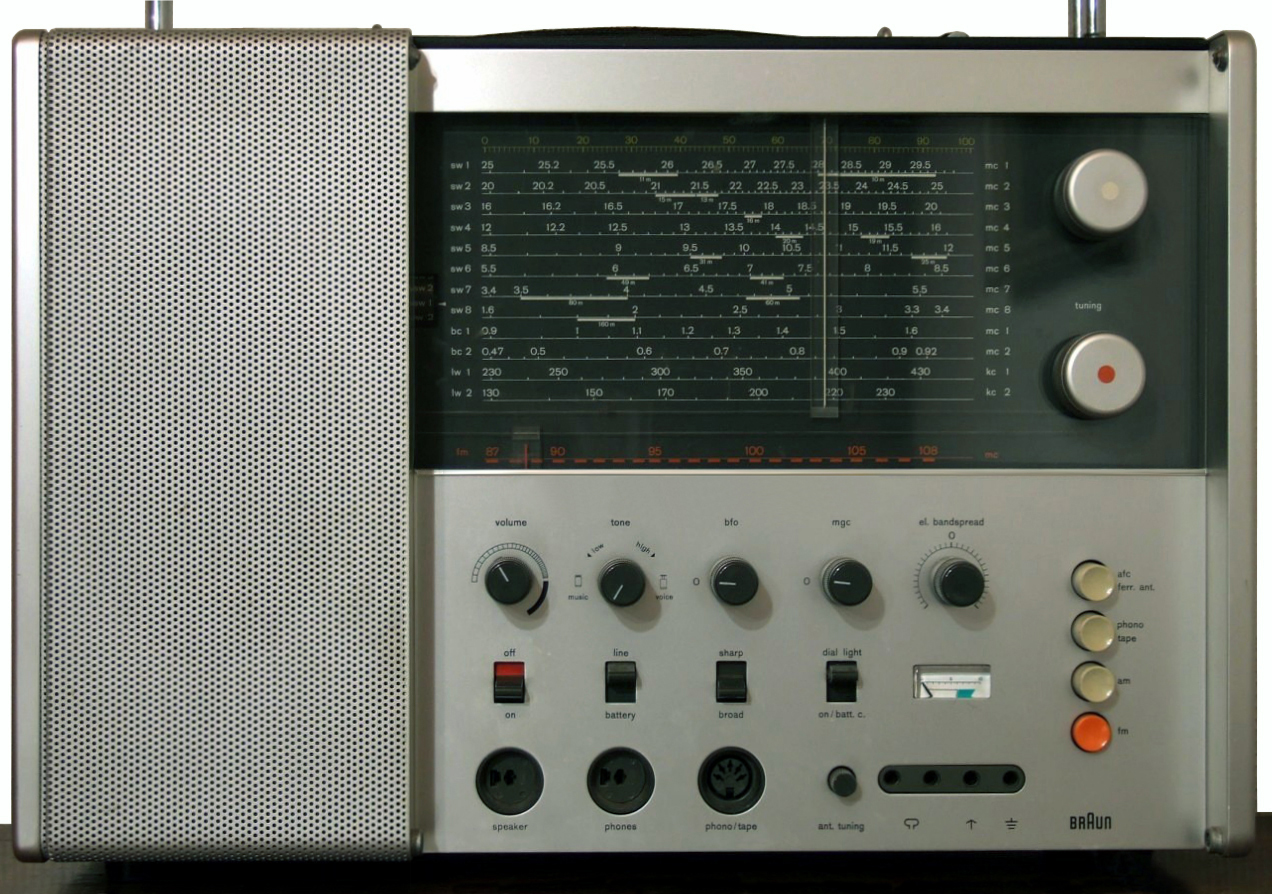
Braun T 1000 CD, 1968
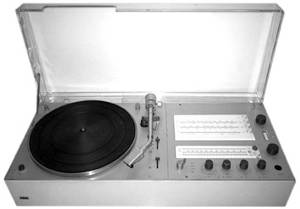
audio 310, 1971
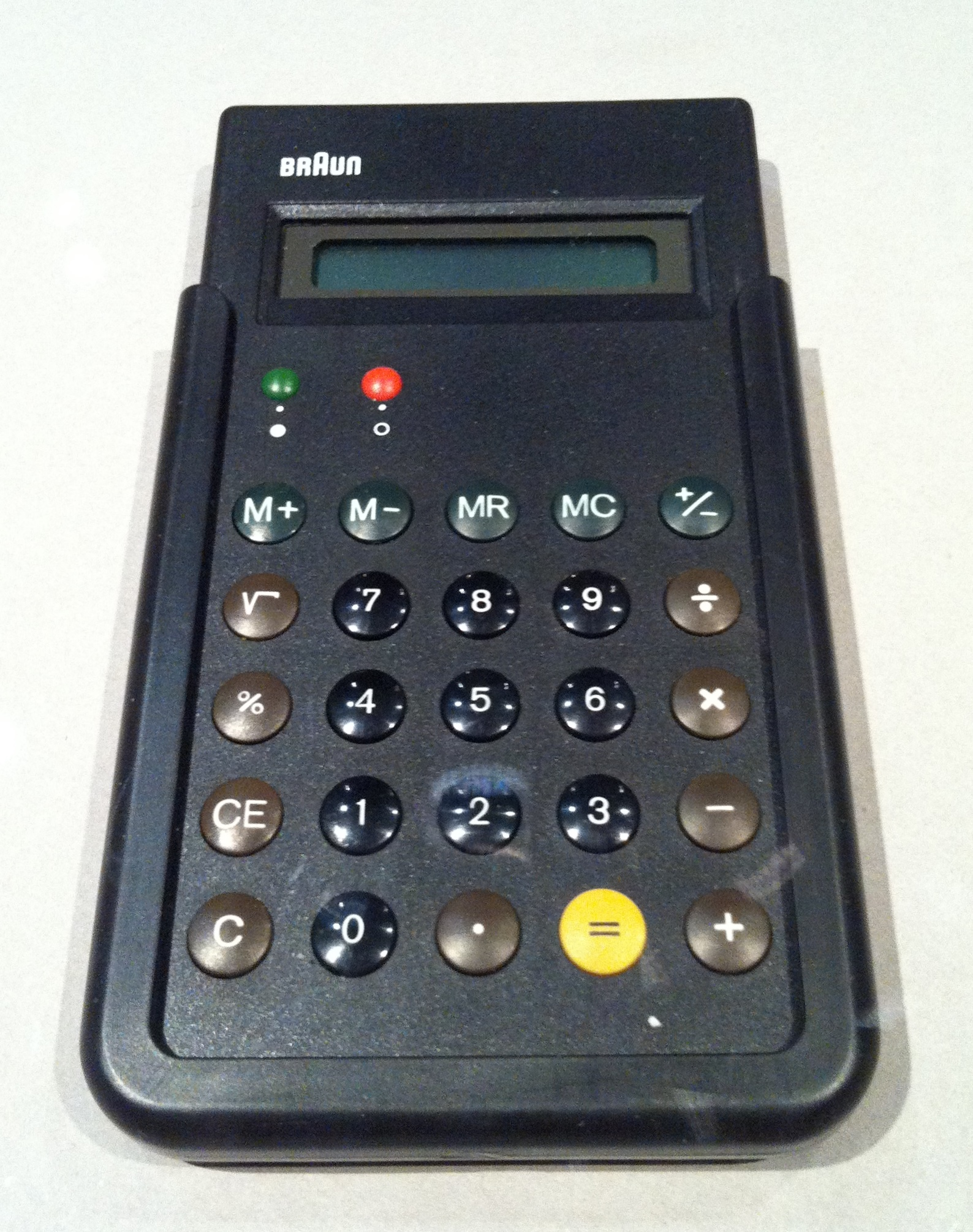
Calcolatrice Braun ET66, 1987
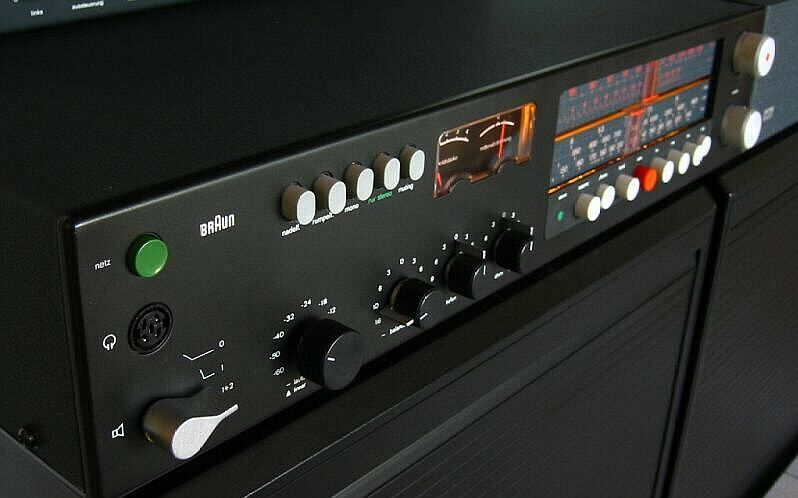
Ricevitore (Steuergerät) Braun Regie 510, 1972